# Chorwacja na Zimowych Igrzyskach Olimpijskich 1992
Chorwacka reprezentacja na Zimowych Igrzyskach Olimpijskich 1992 liczyła 4 sportowców, w tym 3 mężczyzn i 1 kobietę. Reprezentacja Chorwacji miała swoich przedstawicieli w 3, spośród wszystkich 12 sportów. Chorwaci nie wywalczyli żadnego medalu. Chorążym reprezentacji Chorwacji był łyżwiarz figurowy Tomislav Čižmešija, dla którego były to pierwsze igrzyska. Najmłodszym reprezentantem Chorwacji był 18-letni narciarz alpejski Vedran Pavlek, a najstarszym 23-letni łyżwiarz figurowy Tomislav Čižmešija.
Start reprezentacji Chorwacji na Zimowych Igrzyskach Olimpijskich w 1992 roku, był pierwszym startem w historii tej reprezentacji, zarówno na zimowych igrzyskach olimpijskich, jak i igrzyskach olimpijskich w ogóle. Najlepszy wynik indywidualnie osiągnęła łyżwiarka figurowa Željka Čižmešija, która w rywalizacji solistek zajęła 25. miejsce.

## Tło startu
25 lipca 1991 roku Chorwacja ogłosiła niepodległość. 10 września 1991 roku powstał Chorwacki Komitet Olimpijski oraz 29 chorwackich związków sportowych. 15 stycznia 1992 roku Chorwacja została uznana przez Wspólnotę Europejską za w pełni niepodległe i suwerenne państwo. Dwa dni później Chorwacki Komitet Olimpijski został oficjalnie członkiem Międzynarodowego Komitetu Olimpijskiego, który zaprosił Chorwatów do udziału w Zimowych Igrzyskach Olimpijskich w 1992 roku, odbywających się w Albertville i Letnich Igrzyskach Olimpijskich w 1992 roku, odbywających się w Barcelonie. Stało się to cztery miesiące i siedem dni po założeniu Chorwackiego Komitetu Olimpijskiego. Start w Zimowych Igrzyskach Olimpijskich w 1992 roku spowodował, zapisanie się Chorwacji w historii igrzysk olimpijskich, jako kraju, który 20 dni po przyjęciu do Międzynarodowego Komitetu Olimpijskiego wystawił swoją reprezentację na igrzyskach olimpijskich.

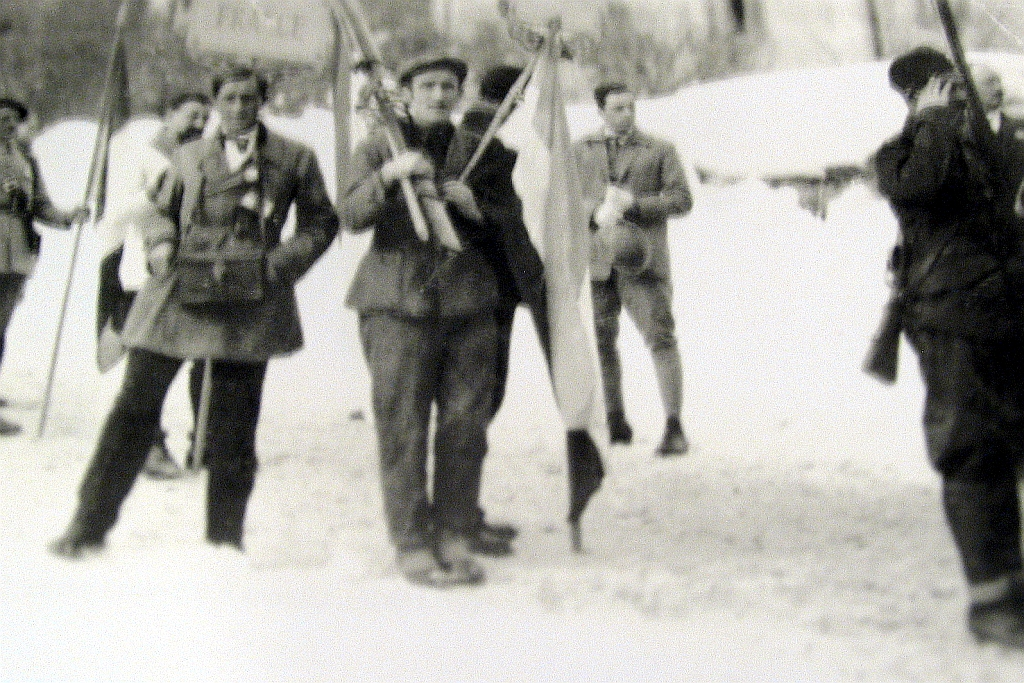
Dušan Zinaja niosący flagę Królestwa Serbów, Chorwatów i Słoweńców podczas ceremonii otwarcia Zimowych Igrzyskach Olimpijskich w 1924 roku

Wcześniej Chorwaci startowali w igrzyskach jako reprezentanci Jugosławii, jednak zgodnie z przepisami Międzynarodowego Komitetu Olimpijskiego spadkobiercą ich rezultatów jest Serbia. Pierwszymi zawodnikami, którzy pochodzili z Chorwacji i reprezentowali Jugosławię byli biegacze narciarscy Dušan Zinaja i Miroslav Pandaković, którzy wystartowali w Zimowych Igrzyskach Olimpijskich w 1924 roku. Byli oni jedynymi zawodnikami pochodzącymi z Chorwacji i reprezentującymi Jugosławię, którzy wystartowali w zimowych igrzyskach olimpijskich przed II wojną światową. Po wojnie, w zimowych igrzyskach olimpijskich wystąpiło jeszcze 12 zawodników pochodzących z Chorwacji, którzy reprezentowali Jugosławię. Najlepszy wynik indywidualnie osiągnęła łyżwiarka figurowa Sandra Dubravčić, która podczas Zimowych Igrzysk Olimpijskich 1984 roku zajęła 10. miejsce w rywalizacji solistek. To właśnie Dubravčić podczas tych samych igrzysk zapaliła znicz olimpijski w ceremonii ich otwarcia.
Do zawodów w Albertville zostało zgłoszonych tylko czterech reprezentantów Chorwacji. Wszyscy byli studentami, w wieku od 18 do 23 lat. Było to spowodowane krótkim okresem między dołączeniem Chorwackiego Komitetu Olimpijskiego do MKOl-u a startem igrzysk oraz niewielką kwotą pieniędzy, jaką dysponował Chorwacki Komitet Olimpijski. Ponadto z racji trwającej wojny między Chorwacją a Republiką Serbskiej Krajiny chorwacki rząd zdecydował, że na igrzyska pojedzie tylko jeden z czterech instruktorów narciarstwa w armii chorwackiej, a pozostała trójka pozostanie w kraju, podobnie jak część chorwackich narciarzy. Przewodniczącym chorwackiej delegacji był Antun Vrdoljak, prezes Chorwackiego Komitetu Olimpijskiego w latach 1991–2000.

## Statystyki według dyscyplin
Spośród dwunastu dyscyplin sportowych, które Międzynarodowy Komitet Olimpijski włączył do kalendarza igrzysk, reprezentacja Chorwacji wzięła udział w trzech. Najliczniejszą reprezentację Chorwacja wystawiła w łyżwiarstwie figurowym, w którym wystąpiła dwójka chorwackich zawodników.
| Lp.     | Sport                 | Mężczyźni | Kobiety | Łącznie |
| ------- | --------------------- | --------- | ------- | ------- |
| 1       | Biegi narciarskie     | 1         | –       | 1       |
| 2       | Łyżwiarstwo figurowe  | 1         | 1       | 2       |
| 3       | Narciarstwo alpejskie | 1         | –       | 1       |
| Łącznie | Łącznie               | 3         | 1       | 4       |

## Konkurencje

### Objaśnienia
DNF – Zawodnik/Zawodniczka nie ukończył(-a) zawodów

nq – Zawodnik/Zawodniczka nie awansował(-a)

### Biegi narciarskie
Chorwację w biegach narciarskich reprezentował jeden mężczyzna. Siniša Vukonić wziął udział w trzech konkurencjach: biegu indywidualnym na 10 kilometrów, biegu pościgowym na 15 km oraz biegu stylem dowolnym na 50 kilometrów. Zajął w nich odpowiednio: 75., 69. i 60. miejsce.

#### Mężczyźni
- Siniša Vukonić

| Wydarzenie     | Zawodnik       | Finały    | Finały  |
| Wydarzenie     | Zawodnik       | Czas      | Miejsce |
| -------------- | -------------- | --------- | ------- |
| Bieg na 10 km  | Siniša Vukonić | 34:01,1   | 75.     |
| Bieg pościgowy | Siniša Vukonić | 48:45,5   | 69.     |
| Bieg na 50 km  | Siniša Vukonić | 2:28:19,4 | 60.     |

### Łyżwiarstwo figurowe
Chorwację w łyżwiarstwie figurowym reprezentował jeden mężczyzna i jedna kobieta. Tomislav Čižmešija zajął 29. miejsce w programie krótkim w rywalizacji solistów i nie zakwalifikował się do programu dowolnego. Željka Čižmešija zajęła 25. pozycję w programie krótkim podczas konkurencji solistek i nie zakwalifikowała się do programu dowolnego. Był to jej drugi start na zimowych igrzyskach olimpijskich, gdyż cztery lata wcześniej, podczas Zimowych Igrzysk Olimpijskich 1988, wystartowała w barwach Jugosławii i zajęła 22. pozycję w rywalizacji solistek

#### Mężczyźni
- Tomislav Čižmešija

#### Kobiety
- Željka Čižmešija

#### Wyniki
| Wydarzenie       | Atleta             | Program krótki | Program krótki | Program dowolny | Program dowolny | W sumie | W sumie |
| Wydarzenie       | Atleta             | Punkty         | Miejsce        | Punkty          | Miejsce         | Punkty  | Miejsce |
| ---------------- | ------------------ | -------------- | -------------- | --------------- | --------------- | ------- | ------- |
| Program solistów | Tomislav Čižmešija | 64.3           | 29.            | nq              | nq              | nq      | nq      |
| Program solistek | Željka Čižmešija   | 75.8           | 25.            | nq              | nq              | nq      | nq      |

### Narciarstwo alpejskie
Chorwację w narciarstwie alpejskim reprezentował jeden mężczyzna. Vedran Pavlek wziął udział w trzech konkurencjach: supergigancie, slalomie gigancie i slalomie. Supergiganta i slalomu giganta nie ukończył, a w slalomie został sklasyfikowany na 36. pozycji

#### Mężczyźni
- Vedran Pavlek

| Wydarzenie    | Zawodnik      | Zjazd 1. | Msc. 1. | Zjazd 2. | Msc. 2. | W sumie | Miejsce |
| ------------- | ------------- | -------- | ------- | -------- | ------- | ------- | ------- |
| Slalom gigant | Vedran Pavlek | DNF      | DNF     |          |         |         |         |
| Slalom        | Vedran Pavlek | 58,75    | 44.     | 58,53    | 36.     | 1:57,28 | 36.     |
| Supergigant   | Vedran Pavlek | DNF      | DNF     |          |         |         |         |